# Rudolf Carnap
Rudolf Carnap, nemško-ameriški filozof in logik, * 18. maj 1891, Ronsdorf, Nemško cesarstvo, † 14. september 1970, Santa Monica, Združene države Amerike.
Deloval v je Evropi pred letom 1935 in nato v Združenih državah Amerike. Bil je pomemben član Dunajskega kroga in močan zagovornik logičnega pozitivizma. Rodil se je  v Ronsdorfu (Nemčija), umrl pa je v Santa Monici (ZDA). Velja za enega večjih filozofov 20. stoletja.

## Življenje
Njegov oče je bil lastnik tkalske tovarne. Njegova mati je prihajala iz izobražene družine, njen oče je bil izobraževalni reformator, njen najstarejši brat pa je bil arheolog Wilhelm Dörpfeld. Z desetimi leti je Carnap spremljal svojega strica na ekspedicijo v Grčiji.
Njegovo formalno izobraževanje se je začelo na Gimnaziji Barmen. Od leta 1910 do 1914 je obiskoval Univerzo v Jeni, tam je želel napisati svoje fizikalne teze. Skrbno je preučeval Kantovo Kritiko čistega uma med tečajem, ki ga je poučeval novokantovec Bruno Bauch, bil pa je tudi eden redkih študentov, ki so se udeležili Fregejevih tečajev matematične logike. Medtem ko je imel Carnap svoja moralna in politična nasprotja proti 1. svetovni vojni, se je počutil dolžnega služiti v nemški vojski. Po treh letih služenja je dobil dovoljenje za študij fizike na Univerzi v Berlinu. Tam je študiral med letoma 1917 in 1918, v tem času pa je na tej univerzi poučeval tudi Albert Einstein. Nato je Carnap obiskoval Univerzo v Jeni, kjer je napisal disertacijo, ki definira aksiomatsko teorijo prostora in časa. Oddelek za fiziko je komentiral, da je bilo to delo preveč filozofsko, Bruno Bauch iz oddelka za filozofijo pa je dejal, da je bilo to delo čista fizika. Carnap je potem napisal še eno tezo, pod Bauchovim mentorstvom, po kateri je prostor obravnaval bolj s kantovskega vidika. Delo se je kratko imenovalo Prostor (Der Raum) in je izšlo v dodatni izdaji zbornika Kant-Studien (1922). V njem je Carnap naredil jasno razliko med formalnimi, fizičnimi in zaznavnimi (npr. vizualnimi) prostori.
Frege mu je predstavil delo Bertnarda Russella o logiki in filozofiji, ki mu je bil v veliko pomoč pri njegovih raziskavah. Trudil se je preseči tradicionalno filozofijo z logičnimi inovacijami in bolj znanstvenim pristopom. Carnap je napisal pismo Russellu, ta pa mu je odgovoril s kopiranjem dolgih odlomkov iz svojega dela Principia Mathematica. To je Carnapu zelo koristilo, saj si on in njegova univerza nista mogla privoščiti kopije tega dela. Leta 1924 in 1925 je obiskoval seminarje, ki jih je vodil Edmund Husserl, ustanovitelj fenomenologije. Carnap je še naprej pisal o fiziki iz logične-pozitivistične perspektive.
Carnap je našel somišljenaka in persona šele, ko je srečal Hansa Reichenbacha leta 1923 na konferenci. Ta je predstavil Carnapa Moritzu Schlicku, profesorju na Univerzi na Dunaju, ki je ponudil Carnapu položaj v svojem oddelku, katerega je Carnap sprejel leta 1926. Carnap se je nato pridružil neformalni skupini dunajskih intelektualcev znani pod imenom Dunajski krog, ki je bil voden predvsem pod vodstvom Moritza Schlicka, Hansa Hahna, Friedricha Waismanna, Otta Neuratha in Herberta Feigla. Ko je Wittgenstein obiskal Dunaj, se je Carnap srečal tudi z njim. Ta je s Hahnom in Neurathom leta 1929 napisal delo Manifest kroga, in s Hansom Reichenbachom sproži filozofski dnevnik Erkenntnis.

## Delo
Leta 1928 je izdal dve pomembni knjigi:
- Logična struktura sveta (nem. "Der logische Aufbau der Welt"), v katerem je razvil strogo formalno različico empirizma, ki opredeljuje vse znanstvene izraze v izrednih pogojih. Formalni sistem Aufbau (kot je delo pogosto imenovano) je bil utemeljen v enem primitivno dvodelnem predikatu, ki je izpolnjen, če sta "dva" posameznika "podobna" drug drugemu. Na Aufbau je močno vplivalo delo Principia Mathematica, in si  zasluži primerjavo s formalizirano ontologijo A. N. Whiteheada razvito med letoma 1916 in 1929. Zdi se, da je Carnap kmalu postal nekoliko razočaran nad knjigo, saj se je Whitehead kasneje odmaknil od logičnega pozitivizma nazaj v metafiziko (procesna filozofija).

- V delu Psevdoproblemi v filozofiji je Carnap trdil, da so bila številna filozofska vprašanja nesmiselna in način, kako so bila zastavljena, je označil za zlorabo jezika. Operativne posledice tega mnenja so bile sprejete, kot eliminacija metafizike od odgovornega človeškega pogovora. To je izjava, za katero je bil Carnap najbolj znan mnogo let.

Februarja 1930 je poljski filozof Alfred Tarski predaval na Dunaju, in v novembru leta 1930 je Carnap obiskal Varšavo. Na teh priložnostih se je naučil veliko o načinu Tarskovega modela teoretičnih metod semantike. Rose Rand, še en filozof dunajskega kroga, je poudaril, da se »pojmovanje Carnapaovega koncepta semantike začne na podlagi primerov navedenih v delu Tarskega, ampak je razlika med logičnimi in ne-logičnimi konstantami in med logično in dejansko resnico. Hkrati je delal s koncepti namena in razširiteve in vzel ta dva pojma kot osnovi novega načina semantike. Leta 1931 je bil Carnap imenovan za profesorja nemščine na Univerzi v Pragi. Tam je napisal knjigo, ki naj bi ga naredila za najbolj znanega logičnega pozitivista in člana Dunajskega kroga. Knjiga je imela naslov Logična sintaksa jezika (Logische Syntax der Sprache), napisana pa je bila leta 1934. V tem delu, je Carnap napredoval z njegovim ti. načelom strpnosti, v skladu s katerim ne obstaja nobena taka stvar kot je "prava" ali "pravilna" logika ali jezik. Vsak si je svoboden prilagoditi obliko jezika, ki ustreza njegovim potrebam oziroma namenom. Leta 1933, je W.V. Quine srečal Carnapa v Pragi in skupaj sta razpravljala o slednjem delu. Tako se je začelo vseživljenjsko medsebojno spoštovanje teh dveh.
Carnap, čigar socialistična in pacifistična prepričanja so ga ogrožala v nacistični Nemčiji, je leta 1935 emigriral v ZDA in postal naturalizirani državljan leta 1941, kar je bilo razmeroma hitro. Medtem pa je bil na Dunaju leta 1936 umorjen voditelj Dunajskega kroga Moritz Schlick. Od leta 1936 do 1952, je bil Carnap profesor filozofije na Univerzi v Chicagu. Kasneje je Carnap ponudili mesto asistententa filozofu Carlu Gustavu Hempelu, ki ga je sprejel. Skupaj sta izvedla raziskovanje dela Logične sintakse. Zaradi deloma Quineove pomoči, je Carnap preživel obdobje med letoma 1939 in 1941 na Harvardu, kjer je se družil z Tarskim. Carnap (1963), je kasneje izrazil nekaj druženj o svojem času v Chicagu, kjer sta bila skupaj z Charlesom W. Morrisom edina člana oddelka zavezana primarnosti znanosti in logiki. Carnapova leta v Chicagu so bila kljub vsemu zelo produktivna. Pisal je knjige o semantiki (1942, 1943, 1956), modalni logiki in delno predhajal Kripkejev koncept možnih svetov. Ukvarjal se je še z verjetnostjo in indukcijo (Carnap 1950, 1952).
Po sodelovanju na Inštitutu za napredne študije (Institute for Advanced Study, IAS) v Princetonu, New Yersey, se je pridružil oddeleku filozofije na Univerzi UCLA leta 195, kjer je zapolnil izpraznjeno mesto Hansa Reichenbacha, ki je umrl leto dni prej. Hkrati je zavrnil ponudbo za podobno delovno mesto na Univerzi v Kaliforniji (UC), saj bi moral podpisati prisego o zvestobi, tej praksi pa je Carnap nasprotoval. Medtem ko je bil na UCLA, je pisal o znanstevnih spoznanjih, analitično-sintetični dihotomiji in načelih preverjanja spoznanj. Njegovi spisi o termodinamiki in o temeljih verjetnosti ter indukcije so bili objavljeni posthumno.
Carnap se je sam učil esperanta, ko je bil star 14 let, in mu ostal naklonjen celo življenje (Carnap 1963). Kasneje je udeležil Svetovnega kongresa Esperanta leta 1908 in 1922.
Carnap imel štiri otroke iz prvega zakona z Elizabeto Schöndube, ki se je končal z ločitvijo. Leta 1929 se je poročil s svojo drugo ženo, Elizabeth Ino Stögner. Ina pa je storila samomor leta 1964.

## Logična sintaksa
Carnapovo logično sintakso je mogoče razumeti kot odgovor na Wittgensteinov Logično-filozofski traktat.
Carnap je izpopolnil in razširil koncept logične sintakse. Da bi se izognili napakam pri uporabi znakovnega jezika, je Carnap trdil, da moramo izključiti uporabo enakega znaka za različne simbole in neuporabljanje površinsko podobnih znakov, ki imajo različne načine označevanja. Urejajo se z logično slovnico.
Vendar je Wittgenstein že v tezi 4.121 omenjenega Traktata izjavil, da predlogi ne morejo predstavljati logične oblike. Trdil je, da stavki ne morejo predstavljati logične oblike: to se namreč zrcali v njih. Wittgenstein je tudi verjel, da kar najde svoj odsev v jeziku, jezik ne more predstavljati. Dober primer je tudi: “kar se izraža v jeziku, ne moremo izraziti s pomočjo jezika”.
Carnap se s tem ni strinjal. Definiral, oblikoval in izvajal je podrobnosti logične sintakse v filozofski analizi:
Z logično sintakso jezika, mislimo na formalno teorijo jezikovnih oblik tega jezika - sistematično izjavo o formalnih pravilih, ki urejajo skupaj z razvojem posledic, ki izhajajo iz teh pravil. Teorijo, pravilo, opredelitev ali podobno se lahko imenujemo za formalno natanko takrat, ko se na njej ne sklicujejo pomenski simboli (za primere, besede), ali pomenski izrazi (npr. v stavku), ampak zgolj izključno na vrste simbolov, iz katerih so zgrajeni izrazi.
Carnapova logična sintaksa je v ZDA pomagala pri razvoju naravne obdelave jezika in pri prevajalnem oblikovanju.

## Namen logične sintakse
Kot ostalim filozofom logičnega-pozitivizma oziroma prve generacije analitične filozofije mu ni bil glavni cilj ukiniti filozofijo, pač pa izgnati metafiziko iz filozofije. Namen logične sintakse je zagotoviti sistem konceptov, jezika, s pomočjo katere bodo rezultati v analizi natančno oblikovani.
Carnap je izjavil:
Filozofijo je treba nadomestiti z logiko znanosti - ki pravi, da nima logična analiza stavkov in konceptov prav nič z logiko znanosti razen logične sintakse jezika.
Od tako imenovanih filozofskih problemov, le vprašanja, ki imajo kakršen koli pomen, so relevantna za filozofijo. 
V skladu s tem namenom so se nekateri stavki metafizike z logično analizo izkazali, da so bodisi prazne fraze ali besedne zveze, ki kršijo pravila sintakse. Carnap je namenoma uporabil metodo logične analize, da je zavrnil metafiziko. Namen funkcije logične analize je analizirati vse znanje, vse trditve znanosti in vsakdanjega življenja, da bi jasno našel smisel trditve in povezave med njimi.

## Izbor del
- 1922. Prostor (Der Raum: Ein Beitrag zur Wissenschaftslehre), Kant-Studien, Ergänzungshefte, no. 56. His Ph.D. thesis
- 1928. Logična slika sveta (Der Logische Aufbau der Welt). Leipzig: Felix Meiner Verlag. English translation by Rolf A. George, 1967. The Logical Structure of the World. Pseudoproblems in Philosophy. University of California Press. ISBN 0-812-69523-2
- 1934. Logična sintaksa jezika (Logische Syntax der Sprache). English translation 1937, The Logical Syntax of Language. Kegan Paul.[10]
- 1996 (1935). Filozofija in logična sintaksa (Philosophy and Logical Syntax). Bristol UK: Thoemmes. Excerpt.
- 1939, Temelji logike in matematike (Foundations of Logic and Mathematics) in International Encyclopedia of Unified Science, Vol. I, no. 3. University of Chicago Press.[11]
- 1942. Uvod v semantiko (Introduction to Semantics). Harvard Uni. Press.
- 1943. Formalizacija logike (Formalization of Logic). Harvard Uni. Press.
- 1945. O induktivni logiki Arhivirano 2014-04-07 na Wayback Machine. (On Inductive Logic) in Philosophy of Science, Vol.12, p. 72-97.
- 1945. Dva koncepta verjetnosti Arhivirano 2006-09-20 na Wayback Machine. (The Two Concepts of Probability) in Philosophy and Phenomenological Research, Vol.5, No.4 (Jun), p. 513-532.
- 1956 (1947). Pomen in nujnost: študija semantike in modalne logike (Meaning and Necessity: a Study in Semantics and Modal Logic). University of Chicago Press.
- 1950. Logični temelji verjetnosti (Logical Foundations of Probability). University of Chicago Press. Pp. 3–15 online. Arhivirano 2006-01-11 na Wayback Machine.
- 1950. [http://www.ditext.com/carnap/carnap.html Empirizem, semantika, ontologija (Empiricism, Semantics, Ontology). Revue Internationale de Philosophie 4: 20–40.
- 1958. Uvod v simbolno logiko in njena uporaba (Introduction to Symbolic Logic and its Applications). Dover publications, New York. ISBN 9780486604534
- 1966. Filozofski temelji fizike (Philosophical Foundations of Physics). Martin Gardner, ed. Basic Books. Online excerpt.
- 1971. Študije o induktivni logiki in verjetnosti, prvi del (Studies in inductive logic and probability, Vol. 1). University of California Press.
- 1977. Eseja o entropiji (Two essays on entropy). Shimony, Abner, ed. University of California Press.
- 1980. Študije o induktivni logiki in verjetnosti, drugi del (Studies in inductive logic and probability, Vol. 2). Jeffrey, R. C., ed. University of California Press.